# Hisataka Fujikawa
Hisataka Fujikawa (Chiba, 1 mei 1964) is een voormalig Japans voetballer.

## Carrière
Hisataka Fujikawa speelde tussen 1987 en 1996 voor Nagoya Grampus Eight en JEF United Ichihara.